# Ex Negoto
『ex Negoto』（イーエックス・ネゴト）は、ねごとの2枚目のオリジナルアルバム。フルアルバムとしては初めてのリリースとなる。

## 概要
au「LISMO!」のキャンペーンソングに起用された「カロン」を始め、デビュー曲の「ループ」など、これまでにリリースされたCDに収録されていた4曲を含む12曲が収録されている。
閃光ライオットで審査員特別賞を受賞したのち、MySpaceで一時的に公開されていたバラードの「インストゥルメンタル」は今回が初めての音源化となる。
タイトルの「ex Negoto」は直訳すると「元・ねごと」という意味になるが、これには「ねごとは常に新鮮でいたい」という思いが込められているほか、「excite」や「exactly」、「excellent」などの意味が込められている。
ねごとのアルバムでオリコントップ10入りを果たしたのは、本作が唯一である。

## 収録曲
| 全作詞: 蒼山幸子（#12を除く）、全作曲: 沙田瑞紀・蒼山幸子、全編曲: 沙田瑞紀・ねごと。 |                                                |                        |                     |      |
| #                                                                                     | タイトル                                       | 作詞                   | 作曲・編曲          | 時間 |
| 1.                                                                                    | 「サイダーの海」                               | 蒼山幸子 （#12を除く） | 沙田瑞紀 ・蒼山幸子 | 3:40 |
| 2.                                                                                    | 「ループ」                                     | 蒼山幸子 （#12を除く） | 沙田瑞紀 ・蒼山幸子 | 2:55 |
| 3.                                                                                    | 「カロン」(1stシングル)                        | 蒼山幸子 （#12を除く） | 沙田瑞紀 ・蒼山幸子 | 3:22 |
| 4.                                                                                    | 「ビーサイド」                                 | 蒼山幸子 （#12を除く） | 沙田瑞紀 ・蒼山幸子 | 4:08 |
| 5.                                                                                    | 「メルシールー」                               | 蒼山幸子 （#12を除く） | 沙田瑞紀 ・蒼山幸子 | 3:23 |
| 6.                                                                                    | 「ふわりのこと」                               | 蒼山幸子 （#12を除く） | 沙田瑞紀 ・蒼山幸子 | 6:11 |
| 7.                                                                                    | 「七夕」                                       | 蒼山幸子 （#12を除く） | 沙田瑞紀 ・蒼山幸子 | 3:55 |
| 8.                                                                                    | 「week...end」                                 | 蒼山幸子 （#12を除く） | 沙田瑞紀 ・蒼山幸子 | 4:22 |
| 9.                                                                                    | 「季節」                                       | 蒼山幸子 （#12を除く） | 沙田瑞紀 ・蒼山幸子 | 4:25 |
| 10.                                                                                   | 「AO」                                         | 蒼山幸子 （#12を除く） | 沙田瑞紀 ・蒼山幸子 | 5:10 |
| 11.                                                                                   | 「揺れる」(LISMOドラマ!『くるみ洋品店』主題歌) | 蒼山幸子 （#12を除く） | 沙田瑞紀 ・蒼山幸子 | 3:26 |
| 12.                                                                                   | 「インストゥルメンタル」                       | 蒼山幸子 （#12を除く） | 沙田瑞紀 ・蒼山幸子 | 4:05 |
| 合計時間:                                                                             | 合計時間:                                      | 49:02                  |                     |      |